# Policlínico miserable
Policlínico miserable es el título del noveno álbum de estudio de la banda gallega Siniestro Total. Fue grabado en los Ardent Studios de Memphis (Estados Unidos) a principios de 1995, producido por Joe Hardy entre el 14 y el 28 de marzo y publicado por BMG/Ariola en mayo de ese mismo año.
Obra de carácter oscuro e intelectual, se trata del primer álbum grabado por una formación de Siniestro Total en la que no está presente Miguel Costas; posiblemente por esto fuera en general mal recibido por los admiradores de la banda. La personalidad de Julián Hernández domina todo el compacto: las letras se vuelven crípticas y se llenan de referencias culturales, mientras que la música se abre a influencias diversas.
En Policlínico miserable el rock duro que había dominado el anterior trabajo de la banda, Made in Japan, deja entrever con mayor claridad una base de blues. Además, elementos de metal y funk se incorporan al sonido del ahora cuarteto.
Tal como queda indicado en la parte trasera de la versión en CD, el álbum consta de tres caras: A, B y C; esta última no fue, por falta de espacio, incluida en el vinilo. La portada y las pinturas utilizadas para ornamentar el libreto son obra de Xulio Das Pastoras.

## Concepción, grabación y producción
A finales de 1994 Joe Hardy baja desde Francia, donde se encuentra produciendo un disco, a Galicia acompañado por su esposa para permanecer allí durante tres días y visitar a los componentes de Siniestro Total. Es durante su estancia cuando se planea la grabación de Policlínico miserable; a principios de 1995 la banda viaja a Memphis para repetir la experiencia de grabar un álbum en tierra americana. Policlínico miserable queda registrado en los Ardent Studios, donde dos años antes había sido completado Made in Japan.
Hardy mezcla los temas entre el 14 y el 28 de marzo de 1995 en el mismo estudio en el que han sido grabados. Este es el primer disco de Siniestro Total que cuenta con la colaboración de Jorge Beltrán, que graba su sección de saxo en Vigo para posteriormente incorporarla a la mezcla final; Beltrán no tardaría en incorporarse a la formación oficial de la banda.
Policlínico miserable sale a la venta en mayo de 1995. La portada, compuesta por diversos personajes voladores, le es encargada a Xulio Das Pastoras, dibujante gallego que ya había hecho un cómic sobre el grupo en formato LP. La obra de Das Pastoras no consiste solo en la portada, sino también un dibujo para cada canción que aparece recogido en el libreto del álbum. Los originales fueron expuestos años más tarde (en 2001) en el Salón del Cómic de La Coruña.
El título viene de la malinterpretación del título de una de las canciones del álbum por parte de Omar Martínez, el traductor al inglés de las letras; la canción se llamaba «Melancólico (¡miserere!)», pero lo que Omar escuchó fue Policlínico miserable, título que pasó a ser el del disco. Antes de esto, el disco se iba a llamar Carlos González, en honor a los nombres del gato de Javier Soto, Carlos, y el perro de Segundo Grandío, González; Das Pastoras incluyó un dibujo de un animal mutante, mitad perro y mitad gato, en la portada del álbum como recuerdo de este título anterior.
Como singles de este trabajo se extrajeron los temas «Solo los estúpidos tienen la conciencia tranquila», «Y yo me callo» (incluyendo como caras B la canción presente en el álbum «El as para matar el tres» y una maqueta del tema principal) y «Respeten nuestro dolor».

## Estilo y canciones
Grabar en un estudio estadounidense había concedido muchas posibilidades a Siniestro Total a la hora de enfrentarse a su anterior disco: Made in Japan. El sonido de la banda se había endurecido con esta última obra, pero con Policlínico miserable Siniestro Total dio un paso más allá y se adentró en distorsiones propias del metal, además de hacer más visibles las bases blues del conjunto. Cabe destacar también la influencia que en aquella época tenían los Red Hot Chili Peppers sobre la sección rítmica de la banda (Ángel González y Segundo Grandío), lo que confiere un toque de funk a muchos de los temas.
Ejemplo de esto último serían los riffs metálicos de piezas como «Depende» o «Bilbao». El blues se hace especialmente audible en temas como «España se droga», «Volanteiro, cabrón», «Solo los estúpidos tienen la conciencia tranquila» o «El as para matar el tres», aparte de la inevitable «La historia del blues · Vol. III». Como prueba de diversidad, también encontramos en este disco jazz («La contribución al jazz de Siniestro Total»), funk convencional («Doctor Juan»), rap («Y yo me callo», «Del muslo de Júpiter» y rock en un sentido estricto («El regreso del hijo del zombie Paco», «Maniobra, loco Iván»...). En palabras de Julián Hernández:

Somos un grupo esponja, somos un grupo de putos imitadores: hay grunge, cosas raras. (...) Todo se nota. Las bases musicales son mucho más complejas.

Las letras abarcan desde la política hasta el consumo recreativo de estupefacientes, pasando por el mundo musulmán, la crítica social y las ya acostumbradas referencias a lo que la banda llama «cultura popular». Hay también varios idiomas presentes en el álbum: español (mayoritario), gallego (en «Volanteiro, cabrón»), euskera (en «Bilbao»), francés («Doctor Juan») e inglés («La historia del blues · Vol. III»).
Dos de los temas son instrumentales: «La contribución al jazz de Siniestro Total» y «[[Escena de fiesta (en un chalé de la Sierra de Guadarrama) de una película de Alfredo Landa en tiempos de Franco]]».

## Recepción
El álbum tuvo, en general, mala acogida entre los seguidores del grupo: muchos de ellos creyeron ver cómo Julián Hernández estaba ejerciendo una influencia demasiado poderosa sobre la banda, que se estaba alejando de los sonidos alegres y accesibles que le habían conferido popularidad a principios de los noventa. Policlínico miserable suele ser esgrimido como razón en contra de la carrera de Siniestro Total después de la marcha de Miguel Costas en 1994.
No cabe duda, sin embargo, de que el disco constituye un escalón más en la evolución experimentada por la banda a lo largo de los años noventa, y un notable ejemplo de la versatilidad del grupo:

Es un disco duro, extraño y cabrón; y, por si fuera poco, un poco largo. Pero la verdad es que creo que es un trabajo muy curioso; a Soto le encanta. Hicimos lo que nos dio la real gana y así salió de poco comercial. Teníamos el afán de demostrar que Siniestro Total podía ser una cosa distinta, que podía funcionar sin problema aun habiéndose ido Miguel. (...) Este disco también resultó demasiado largo, lo mismo que el anterior y lo mismo que sería el siguiente.

## Listado de temas
(Todos los temas compuestos por Julián Hernández, Javier Soto, Segundo Grandío y Ángel González, excepto aquellos en los que se indique una autoría distinta.)
1. «Depende» 4.07
2. «España se droga» 3.27
3. «Bilbao» 3.20
4. «Volanteiro, cabrón» 4.06
5. «El regreso del hijo del zombie Paco» 2.55
6. «La contribución al jazz de Siniestro Total» (instrumental) 1.17
7. «Maniobra, loco Iván» 4.07
8. «Solo los estúpidos tienen la conciencia tranquila» 4.16
9. «Jóvenes, vírgenes y castos» 3.00
10. «Doctor Juan» 3.10
11. «Y yo me callo» (Hernández/Soto/Grandío/González/Manolo Romón) 2.48
12. «[[Escena de fiesta (en un chalé de la Sierra de Guadarrama) de una película de Alfredo Landa en tiempos de Franco]]» (instrumental) 3.43
13. «El as para matar el tres» 3.26
14. «Respeten nuestro dolor» 3.32
15. «Melancólico (¡miserere!)» 3.39
16. «Del muslo de Júpiter» 3.26
17. «La historia del blues · Vol. III» 2.20

## Personal

### Siniestro Total
- Julián Hernández: guitarra eléctrica, armónica, mandolina, piano, órgano Hammond y voz.
- Javier Soto: guitarra eléctrica, dobro y coros.
- Segundo Grandío: bajo eléctrico, contrabajo y coros.
- Ángel González: batería y percusión.

### Otros músicos
- Joe Hardy: arreglos de cuerda y programaciones.
- Jorge Beltrán: saxofón.
- Erik Flettrich, Omar Martínez y José Blanco: voces adicionales.

### Técnicos
- Joe Hardy: producción.
- José Blanco: coordinación general.
- George Marino: masterización.
- Segundo Grandío: preproducción.
- Xulio Das Pastoras: portada e ilustraciones interiores.
- Leandro Olmedo y Carlos Riera: maquetación y realización.
- Mikel Clemente: grabación en vídeo.
- Omar Martínez: traducción.